# 南斯德布魯克島

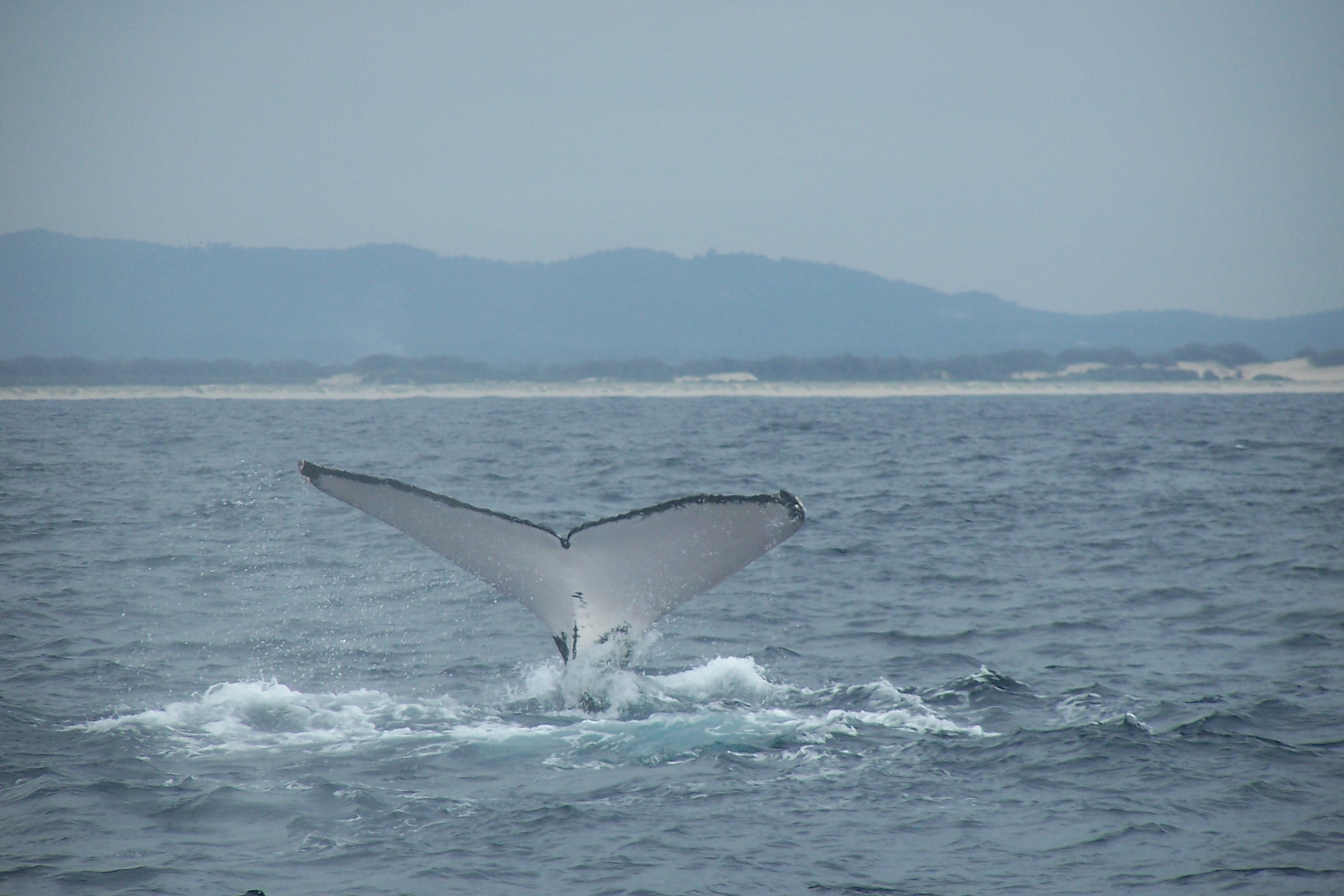
一頭座頭鯨正向北遷徙以過冬時，途經南斯德布魯克島對出海面

南斯德布魯克島（South Stradbroke Island）是澳大利亞昆士蘭州摩頓灣內的一個島嶼，位於布里斯班以南、黃金海岸市北部。該島原本是斯德布魯克島的一部分。1896年的一場大風暴將斯德布魯克島分為南北兩個部分。根據2021年澳大利亞人口普查，島上人口為142人，但在假日人口會顯著增多。
這座 21 公里（13 英里）× 2.5 公里（1.6 英里）大小的島嶼是斯特德布魯克兩個島嶼中較小的一個，非常靠近澳洲大陸。島上有數百隻野生小袋鼠，它們通常會親近人類。他們也因從帳篷和小屋偷麵包以及加入露營者的篝火而聞名。
南斯特布魯克島是摩頓灣 360 多個島嶼之一，其南端面朝黃金海岸港。該島南端距離南港沙嘴僅數公尺之遙，兩者中間被黃金海岸海道所分隔。其東北部是醉酒者通道（Tipplers Passage），它將該島與海灣內較靠近大陸的許多較小島嶼分開。東岸瀕臨珊瑚海。
南斯德布魯克島主要由沙丘、殘餘的蒲葵屬雨林和千層樹濕地組成。島上也擁有獨特的動植物，如黑尾袋鼠就是島上特有的，而曾經在黃金海岸地區常見的沙大袋鼠現在仍居住該島上。

## 人口
南斯德布魯克島的人口在假日會顯著增多。
根據2011年澳大利亞人口普查，當時島上人口為101人。
根據2016年澳大利亞人口普查，當時島上人口為41人。
根據2021年澳大利亞人口普查，島上人口為142人。